# Тюрквидение-2020
Конкурс песни «Тюрквидение 2020» (тур. Türkvizyon Türk Dünyası Şarkı Yarışması 2020) — четвёртый конкурс песни тюркского мира «Тюрквидение». После трёх неопределённых лет отмены конкурс возвращается и будет организован телеканалом TMB TV (тур. Türk Müzik Birliği).

## Место проведения
В начале мая стало известно, что конкурс, после 3 лет перерыва, снова состоится. Кроме того, было объявлено, что страной-хозяйкой конкурса стала Турция. Турция уже принимала у себя конкурс: в 2013 — Эскишехир и 2015 — Стамбул. Точное место проведения и даты будут объявлены позднее вещателем TMB TV.
В декабре телеканал организатор конкурса — TMB TV — объявил, что конкурс переносится на 2019 год и пройдёт в Анкаре, Турция.

## Участники
Следующие тюркские регионы, которые имеют либо большое тюркское население, либо широко распространённый тюркский язык, подтвердили своё участие в конкурсе.
Дебютантами на конкурсе стали: Молдавия, Польша, Тюменская область (Россия) и Ногайцы (Ставропольский край — Россия).
На конкурс после прекращения содружества Министерства культуры РФ с организацией ТЮРКСОЙ из-за политической обстановки России с Турцией в 2015 году вернулись следующие регионы России: Башкортостан, Москва, Татарстан и Хакасия.
Болгария, Грузия, Иран, Республика Косово, Сирия и Узбекистан отказались от участия в конкурсе.

### Финал
| №  | Регион               | Исполнитель           | Песня                   | Язык                 | Баллы | Место |
| -- | -------------------- | --------------------- | ----------------------- | -------------------- | ----- | ----- |
| 1  | Албания              | Илире Исмаили         | «Përsëri»               | Албанский, турецкий  | 171   | 19    |
| 2  | Ногайцы              | Жанна Мусаева         | «Мунъайма»              | Ногайский            | 159   | 24    |
| 3  | Башкортостан         | Зилия Бахтиева        | «Халҡыма»               | Башкирский           | 174   | 17    |
| 4  | Босния и Герцеговина | Армин Музаферия       | «Džehva»                | Боснийский           | 194   | 3     |
| 5  | Северный Кипр        | Сагир Исгузар         | «Acıtır Hep Hayallerim» | Турецкий             | 171   | 21    |
| 6  | Северная Македония   | Чингиз Сипахи         | «Kal Yanımda»           | Турецкий             | 171   | 20    |
| 7  | Тыва                 | Ооржак Омак Сопанович | «Байла ла Талгам»       | Туванский            | 176   | 15    |
| 8  | Азербайджан          | Айдан Ильхасзаде      | «Can Can Qardaş Can»    | Азербайджанский      | 193   | 5     |
| 9  | Польша               | Мишель                | «Doğma yerlər»          | Азербайджанский      | 172   | 18    |
| 10 | Татарстан            | Дилия Ахметшина       | «Гафу ит, авылым»       | Татарский            | 191   | 6     |
| 11 | Германия             | Сейран                | «Odun»                  | Турецкий, немецкий   | 190   | 8     |
| 12 | Иракские туркмены    | Сармад Махмуд         | «Kelebek»               | Иракский туркменский | 150   | 26    |
| 13 | Гагаузия             | Юлия Арнаут           | «Kemençä»               | Гагаузский           | 185   | 10    |
| 14 | Хакасия              | Дарья Тачеева         | «Ot chalynda»           | Хакасский            | 181   | 11    |
| 15 | Украина              | Наталья Папазоглу     | «Tikenli yol»           | Гагаузский           | 226   | 1     |
| 16 | Сербия               | Харис Скареп          | «Доживотно осуђен»      | Сербский             | 178   | 13    |
| 17 | Кыргызстан           | Айганыш Абдиева       | «Юпитер»                | Киргизский           | 176   | 16    |
| 18 | Беларусь             | Светлана Агарвал      | «Məni anla»             | Азербайджанский      | 166   | 23    |
| 19 | Россия               | Ольга Шиманская       | «Hadi Gel»              | Турецкий             | 186   | 9     |
| 20 | Румыния              | Сунай Джолачай        | «Niye?»                 | Турецкий             | 167   | 22    |
| 21 | Казахстан            | Алмаз Копжасар        | « Kim ol»               | Казахский            | 159   | 25    |
| 22 | Молдова              | Полина Стефогло       | «Ateş Gibi»             | Турецкий             | 191   | 7     |
| 23 | Якутия               | Умсуура               | «Mokhsoğollor»          | Якутский             | 204   | 2     |
| 24 | Тюменская область    | Адиля Тушакова        | «Havalarda»             | Сибирско-татарский   | 194   | 4     |
| 25 | Турция               | Эртан и Исрафил       | «Ne Yaptıysam Olmadı»   | Турецкий             | 179   | 12    |
| 26 | Казахские уйгуры     | Sada                  | «Sevgiyi besle»         | Уйгурский            | 178   | 14    |

### Приз зрительских симпатий
Приз зрительских симпатий разыгрывается между 14 национальными представителями, каждый из которых записал кавер на знаменитую народную песню «Сари гелин». Голосование открылось 15 декабря 2020 года и закрылось 1 января 2021 года. В конкурсе участвовали следующие страны и исполнители:
- Азербайджан — Айдан Ильхасзаде
- Башкортостан — Зилия Бахтиева
- Гагаузия — Юлия Арнаут
- Германия — Сейран
- Иракские туркмены — Сармад Махмуд
- Кыргызстан — Айганыш Абдиева
- Россия — Ольга Шиманская (победитель)
- Польша — Мишель
- Румыния — Сунай Джолачай
- Северный Кипр — Сагир Исгузар
- Северная Македония — Чингиз Сипахи
- Татарстан — Дилия Ахметшина
- Турция — Эртан и Исрафил
- Украина — Наталья Папазоглу

## Другие страны и регионы

### Дебют
- Россия — Ольга Шиманская была утверждена в качестве представителя Москвы в декабре 2020 года, но позже ее заменили на участницу от России в целом.[25]
- Тюменская область — 8 декабря 2020 года был подтвержден дебют региона на конкурсе. Адиля Тушакова будет участвовать в конкурсе песни \ от дебютирующего региона.[26]

### Несостоявшийся дебют
- Кумыки — Кумыкская этническая группа подтверждала участие в 2019 году, однако тогда конкурс не состоялся. 31 октября 2020 года, было подтверждено, что Кумыки не будут участвовать в конкурсе.[27]

- Нидерланды — ранее было подтверждено о дебюте страны на конкурсе. Был выбран представитель — Элькан Рзаев. Однако 6 декабря певец снял свою заявку. Уход был обоснован невозможностью записать выступление для конкурса из-за ограничений COVID-19. Телевещатель еще не подтвердил, состоится ли дебют страны или нет.[28]
- Швеция — Eurovoix World подтвердил, что Швеция отказалась от участия в конкурсе песни Turkvision 2020. Аргаван, которая должна была представлять страну на их дебюте, больше не представлен на официальном сайте конкурса[29]

## Голосование

### Количество наивысших оценок
В общей сложности двадцать две из двадцати шести стран и регионов, участвующих в конкурсе песни получили максимальное количество баллов по крайней мере от одного жюри. Киргизия, Ногайцы, Румыния и Тюменская область не получили максимальных оценок ни от одного члена жюри.
| Кол-во | Страна/регион        | От кого получила |
| ------ | -------------------- | --- |
| 13     | Украина              | Азербайджан, Башкортостан, Беларусь, Гагаузия, Казахстан, Казахские уйгуры, Кыргызстан, Молдова, Ногайцы, Польша, Румыния, Россия, Татарстан, Тюменская область |
| 7      | Якутия               | Башкортостан, Хакасия, Польша, Кыргызстан, Северная Македония, Тыва, Украина                                                                                    |
| 5      | Башкортостан         | Гагаузия, Хакасия, Польша, Татарстан, Тыва |
| 5      | Россия               | Беларусь, Босния и Герцеговина, Хакасия, Северная Македония, Польша                                                                                             |
| 4      | Азербайджан          | Албания, Беларусь, Иракские туркмены, Украина |
| 4      | Босния и Герцеговина | Албания, Хакасия, Северная Македония, Сербия |
| 4      | Германия             | Башкортостан, Хакасия, Северная Македония, Польша |
| 4      | Турция               | Албания, Азербайджан, Босния и Герцеговина, Иракские туркмены                                                                                                   |
| 3      | Хакасия              | Башкортостан, Гагаузия, Тыва |
| 3      | Сербия               | Башкортостан, Босния и Герцеговина, Кыргызстан |
| 2      | Албания              | Босния и Герцеговина, Северная Македония |
| 2      | Гагаузия             | Башкортостан, Хакасия |
| 2      | Казахские уйгуры     | Албания, Казахстан |
| 2      | Молдова              | Башкортостан, Хакасия |
| 2      | Северная Македония   | Албания, Босния и Герцеговина |
| 2      | Северный Кипр        | Иракские туркмены, Северная Македония |
| 2      | Польша               | Гагаузия, Россия |
| 2      | Татарстан            | Башкортостан, Германия |
| 1      | Беларусь             | Россия |
| 1      | Иракские туркмены    | Хакасия |
| 1      | Казахстан            | Казахские уйгуры |
| 1      | Тыва                 | Хакасия |